# Aluminosität
Die Aluminosität ist nach dem SiO2-Gehalt der zweitwichtigste petrologische Parameter zur Charakterisierung magmatischer Gesteine. Er findet vorwiegend bei Granitoiden Verwendung.

## Definition
Die Aluminosität wurde im Jahr 1972 von M. Barrière als der Molekularquotient A'/F festgelegt. Die beiden Größen A' und F sind ihrerseits wie folgt definiert:
- A' = [Al2O3] + [Fe2O3] – [Na2O] – [K2O] – [CaO]
- F = [FeO] + [MnO] + [MgO]

In die beiden Gleichungen werden die aus geochemischen Gesteinsanalysen ermittelten Werte eingesetzt, wobei die eckigen Klammern Molekularquotienten bedeuten, d. h. die jeweiligen Gewichtsprozente der Analyse werden durch die molare Masse des betreffenden Oxids geteilt.
Die errechneten Werte werden dann folgendermaßen kategorisiert:
- Bei negativen Werten, d. h. A'/F < 0, handelt es sich um hypaluminose Gesteine.
- A'/F-Werte zwischen 0 und 0,33 bedingen normal aluminose Gesteine.
- Ist A'/F > 0,33 liegen hyperaluminose Gesteine vor.

## Beispiele
Als Beispiele für die einzelnen Kategorien mögen die folgenden Gesteinsanalysen dienen:
| Oxid Gew. % | Delos-Granodiorit | Mykonos-Granit | Andalusit-Granit Mont Pilat (F) |
| ----------- | ----------------- | -------------- | ------------------------------- |
| SiO2        | 68,00             | 73,40          | 72,00                           |
| TiO2        | 0,57              | 0,27           | 0,10                            |
| Al2O3       | 15,20             | 13,60          | 14,75                           |
| Fe2O3       | 0,61              | 0,32           | 1,05                            |
| FeO         | 2,20              | 1,01           | 0,70                            |
| MnO         | 0,05              | 0,02           | 0,10                            |
| MgO         | 1,24              | 0,34           | 0,10                            |
| CaO         | 3,62              | 1,85           | 0,70                            |
| Na2O        | 3,09              | 2,63           | 3,55                            |
| K2O         | 4,11              | 5,35           | 5,00                            |
| P2O5        | 0,14              | 0,07           | 0,40                            |
| H2O         | 0,65              | 0,55           | 0,90                            |
| A'/F        | - 0,08            | 0,24           | 2,19                            |

Der Granodiorit von Delos ist demzufolge hypaluminos, der Granit von Mykonos normal aluminos und der Andalusit-Muskovit-Granit vom Mont Pilat hyperaluminos.

## Bedeutung

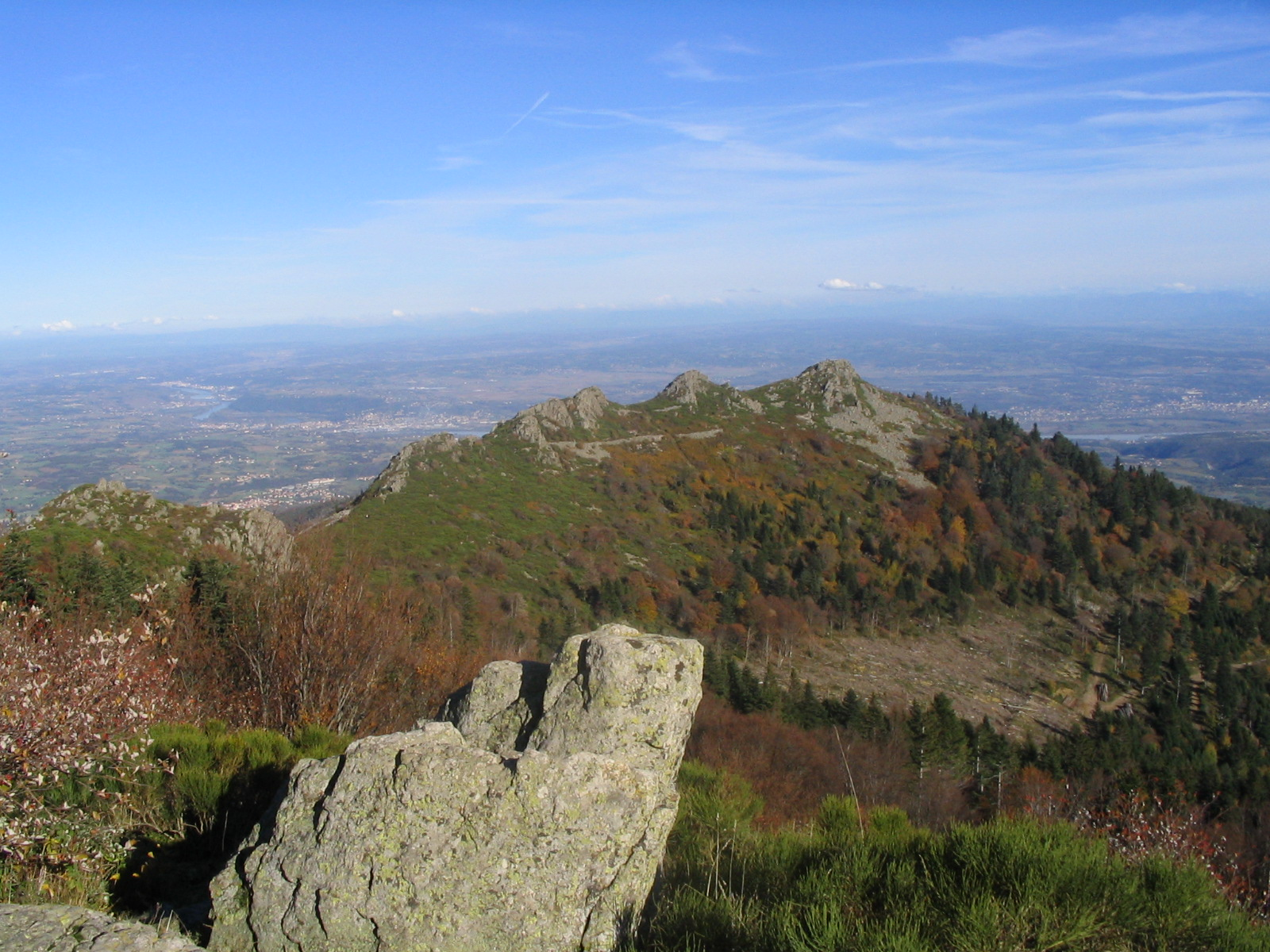
Der hyperaluminose Andalusit-Muskovit-Granit vom Mont Pilat. Blick über die Trois Dents nach Osten in Richtung Alpen

In gewöhnlichen magmatischen Gesteinen (eine Ausnahme stellen die Karbonatite dar) ist Aluminium (in Analysen angegeben als Al2O3) nach Silicium das zweithäufigste Element. Analog zur Siliciumsättigung eines Gesteins kann zur Charakterisierung von Magmen auch das Prinzip der Aluminiumsättigung angewendet werden, welches sich im Aluminiumsättigungsindex ausdrückt. Dieser Index berücksichtigt das Verhältnis von Aluminium zu den Alkalien (Natrium und Kalium) plus Calcium, das bei Feldspäten und Foiden 1 ist, d. h. Feldspäte und Feldspatvertreter sind an Aluminium gesättigt.
Da die meisten Granitoide aber an Aluminium übersättigt sind und mehr Al2O3 enthalten, als zur Bildung von Feldspäten und Foiden notwendig ist, können zusätzliche Minerale wie vor allem Muskovit, Biotit (aluminiumreich), die Aluminiumsilikate Andalusit und Sillimanit, aber auch Cordierit, Granat (Almandin bzw. Spessartin), Korund, Turmalin und Topas gebildet werden. Das oben angeführte hyperaluminose Gestein vom Mont Pilat verdeutlicht dies sehr schön, es führt Andalusit und Muskovit. In ihrer Norm werden alle diese Gesteine durch die Komponente Korund (c) gekennzeichnet.
Sollten granitische Magmen dennoch an Aluminium untersättigt sein, was seltener der Fall ist, so unterbleibt die Bildung von Muskovit, auftretender Biotit ist nicht mehr aluminiumreich und das Wachstum von Hornblende kann einsetzen, wie dies beispielsweise in Granodioriten realisiert wird (der Delos-Granodiorit ist hypaluminos). Diese Gesteine werden auch als metaluminos bezeichnet.
Bei noch extremerer Aluminiumuntersättigung werden peralkalische Gesteine gebildet wie beispielsweise Alkaligranite, die neben Feldspäten alkalihaltige Amphibole oder Pyroxene enthalten. Ein Beispiel hierfür ist der Granit von Gouré im Niger, der Ägirin und Arfvedsonit enthält. In ihrer Norm zeigen diese Gesteine die Komponente Akmit (ac).